# Katholieke Kerk in Nicaragua

Nicaragua

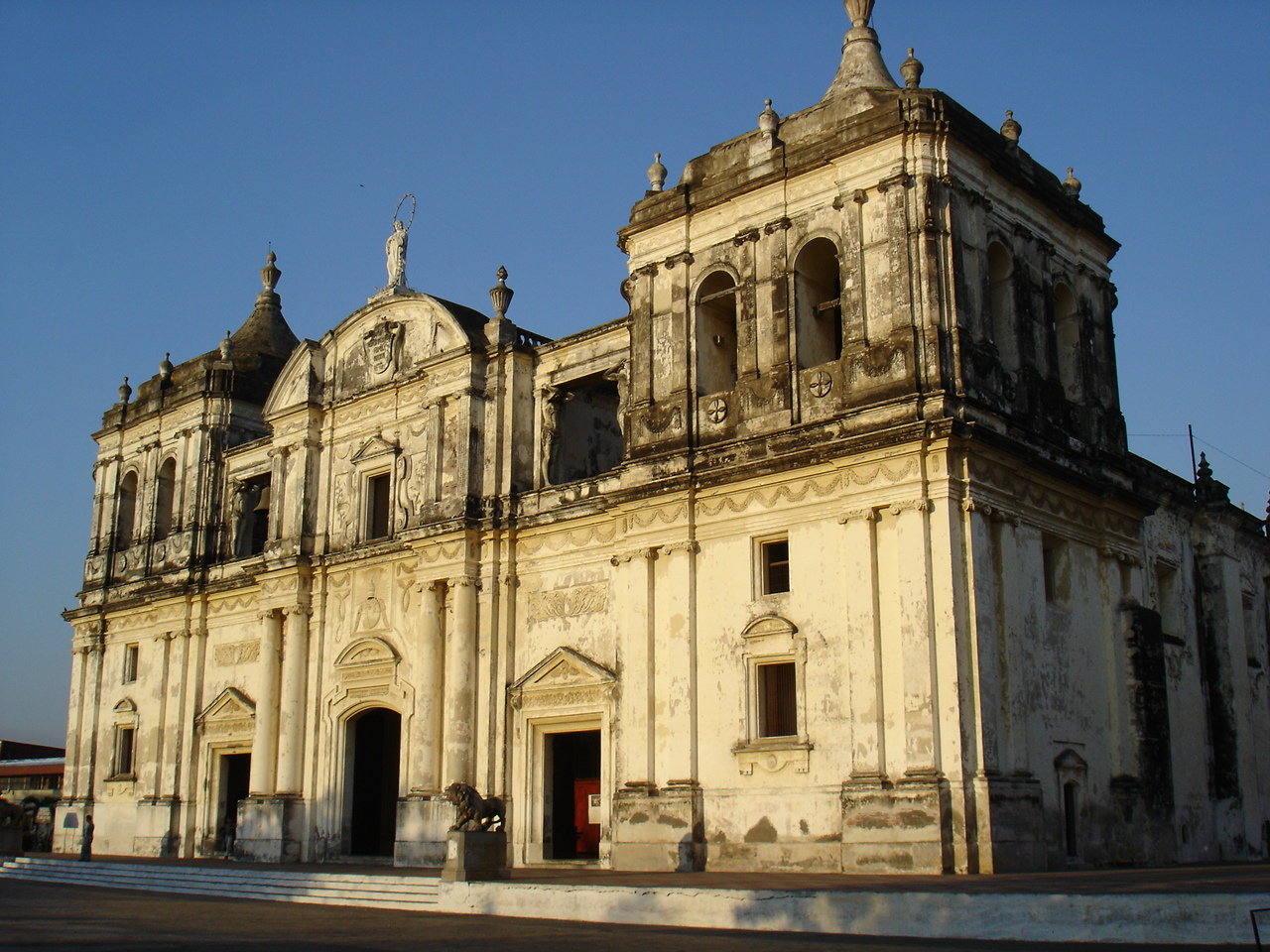
Kathedraal van León

De Katholieke Kerk in Nicaragua is een onderdeel van de wereldwijde Katholieke Kerk, onder het geestelijk leiderschap van de paus en de curie in Rome.
De overgrote meerderheid van de bevolking van Nicaragua (ca. 85 %) is katholiek.
De Kathedraal van León werd gebouwd in de 18e en 19e eeuw en behoort tot het Werelderfgoed.
De Katholieke Kerk speelt een belangrijke maatschappelijke en ook politieke rol in het land. De kerk steunde in het algemeen de dictatuur van Somoza, al kregen de sandinisten steun van de bevrijdingstheologen binnen de kerk. Kardinaal Miguel Obando Bravo onderhandelde mee de vredesakkoorden van 1979 die leidden naar de machtsovername door de sandinisten. Hij sprak zich openlijk uit voor de opstand tegen Somoza. Maar later steunde hij de contra's tot woede van de sandinistische regering. In 1985 wees de regering de kritische bisschop Pablo Antonio Vega Mantilla, prelaat van Juigalpa, het land uit. Na de verkiezingsnederlaag van de sandinisten in 1990 kwam er een verzoening tussen Daniel Ortega en de kardinaal. In 2006 kwam Ortega opnieuw aan de macht maar de relatie met de Katholieke Kerk verslechterde in de daarop volgende jaren. Vanuit de progressieve vleugel van de kerk kwam er kritiek op het dictatoriale optreden van Ortega. In 2019 verliet Silvio Baez, hulpbisschop van Managua, het land uit veiligheidsoverwegingen. In 2022 werd de nuntius door de regering uitgewezen, alsook de Missionarissen van Naastenliefde. Op 19 augustus werd Rolando Álvarez, bisschop van Matagalpa, gearresteerd en onder huisarrest geplaatst.
Het apostolisch nuntiusschap voor Nicaragua is sinds 6 september 2022 vacant.

## Indeling
- Kerkprovincie Managua:
  - Aartsbisdom Managua
  - Bisdom Bluefields
  - Bisdom Esteli
  - Bisdom Granada
  - Bisdom Jinotega
  - Bisdom Juigalpa
  - Bisdom León en Nicaragua
  - Bisdom Matagalpa
  - Bisdom Siuna